# 仰光轰炸
仰光轰炸是指1941年12月至1942年3月第二次世界大战緬甸戰役期间，日本陸軍飛行戰隊對仰光發動的一系列戰略轟炸。仰光成为緬甸首个遭到日本空襲的城市。
1941年12月23日，约60架日军轰炸机空襲仰光码头和机场，當天就炸死了2000多名平民。